# Celina languida
Celina languida är en skalbaggsart som beskrevs av Guignot 1958. Celina languida ingår i släktet Celina och familjen dykare. Inga underarter finns listade i Catalogue of Life.